# Dolichurus cearensis
Dolichurus cearensis là một loài côn trùng cánh màng trong họ Ampulicidae, thuộc chi Dolichurus. Loài này được Ducke miêu tả khoa học đầu tiên năm 1910.